# Săniuța năzdrăvană
Săniuța năzdrăvană este un film românesc din 1980 regizat de Isabela Petrașincu.